# Ескулін
Ескулін (англ. aesculin) — глюкозид кумарину, у природі трапляється в кінському каштані (Aesculus hippocastanum), гіркокаштані каліфорнійському (Aesculus californica), Bursaria spinosa і у смолі вовчого лика. Також міститься в каві з кульбаби.

## Медичне застосування
Як ліки ескулін іноді використовують як судинозахисний засіб.
Ескулін також використовується в мікробіологічних лабораторіях для сприяння ідентифікації видів бактерій (зокрема ентерококів та лістерій). Всі штами стрептококів групи D гідролізують ескулін у 40 % жовчі.

## Тест на гідроліз ескуліну

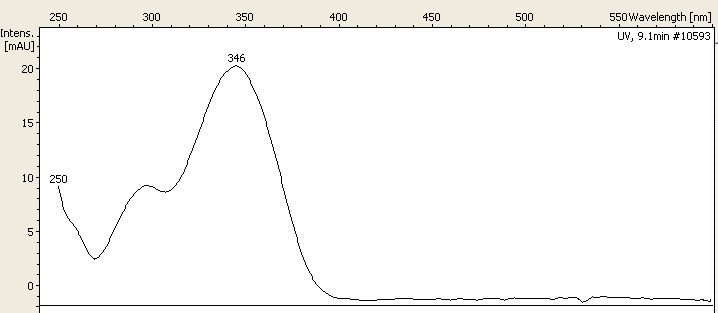
Видимий в ультрафіолеті спектр ескуліну з максимальним поглинанням при 346 нм

Ескулін вводиться в агар із цитратом заліза та жовчними солями. Гідроліз ескуліну утворює ескулетин (6,7-дигідроксикумарин) і глюкозу. Ескулетин утворює з цитратом заліза темно-коричневі або чорні комплекси, що дозволяє прочитати тест.
Жовчний ескуліновий агар отримує прожилки і інкубується при 37 °C протягом 24 годин. Наявність темно-коричневого або чорного ореолу свідчить про те, що тест є позитивним. Позитивний тест може мати місце при застосуванні ентерококів, аерококів та лейконостоків. Ескулін флуоресціює під ультрафіолетовим світлом з довгими хвилями (360 нм) і гідроліз ескуліну призводить до втрати цієї флуоресценції.
Тест на ентерококи часто виявляється позитивним протягом чотирьох годин після щеплення агару.